# Кухна
Кухна (укр. Кухна, крымскотат. Kuhna, Кухна) — маловодная горная река (ущелье) на Южном берегу Крыма, на территории городского округа Ялта, правый приток реки Учан-Су. Длина водотока 4,6 километра, площадь водосборного бассейна — 3,1 км².
Ущелье начинается на северо-восточном склоне хребта Могаби, проходит почти на восток и впадает в Учан-Су в посёлке Виноградное в 4,5 км от устья (вероятно, какая-то ошибка, поскольку у впадающего выше по течению Яузлара этот показатель 3,7 км). Согласно справочнику «Поверхностные водные объекты Крыма» притоков у Кухны нет, среднемноголетний расход воды вблизи устья — 0,013 м³/с, водоохранная зона реки установлена в 50 м.